# Erin Jackson
Pour les articles homonymes, voir Jackson.
Erin Jackson, née le 19 septembre 1992 à Ocala (Floride), est une patineuse de vitesse américaine. Après une 24e place en 2018, elle remporte le titre olympique sur le 500 m en 2022.

## Biographie
Née en Floride, elle débute le sport d'abord par le patinage artistique sur roulettes puis au roller de vitesse où elle remporte les championnats du monde jeunes en 2008. Elle commence le patinage de vitesse en 2016 sous l'impulsion de l'Union internationale de patinage.
Moins de deux ans plus tard, elle se qualifie pour les Jeux olympiques d'hiver de 2018 alors qu'elle pratique depuis seulement 4 mois. Elle termine 24e du 500 m et devient la première Afro-Américaine à concourir en patinage de vitesse aux Jeux. Erin Jackson obtient son premier titre lors d'un étape de la Coupe du monde en 2021.
En janvier 2022, elle rate sa qualification aux Jeux sur le 500 m en chutant pendant sa course et termine seulement 3e de la course mais Brittany Bowe — qui a terminé 1re — lui offre son ticket pour Pékin sur la distance. Lors des Jeux en février, Erin Jackson remporte l'or sur la distance, devançant la Japonaise Miho Takagi pour sept centièmes de secondes devenant la première Afro-Américaine médaillée d'or aux Jeux d'hiver.

## Palmarès

### Jeux olympiques
- médaille d'or sur le 500 m aux Jeux olympiques d'hiver de 2022